# 第508重戦車大隊
第508重戦車大隊（だい508じゅうせんしゃだいたい、独：Schwere Panzerabteilung 508）は第二次世界大戦時に存在したドイツ国防軍陸軍直轄の重戦車大隊。イタリア戦線に展開したティーガーI部隊で、アンツィオの戦いに参加した。部隊標識はバイソン。

## 創設
1943年8月25日発効の指令に基づき、7月15日よりハイルブロンにおいて編成を開始した。第8戦車連隊の将兵を基幹要員として、第190戦車大隊分遣隊と予備軍から350名を編入した。
8月4日にフランスへの移動を開始。9月14日にフレスネーで本部中隊を編成し、ファレーズを経てメイイー・ル・カン（fr）へ移動。1943年12月29日にBIV重爆薬運搬車35両を装備した第313（無線操縦）戦車中隊が配属された（1944年2月19日に第3中隊へ編入）。
1943年12月10日から1944年1月24日の間にティーガーIを45両受領して大隊の編成を完了した。

## 戦歴

### アンツィオの戦い

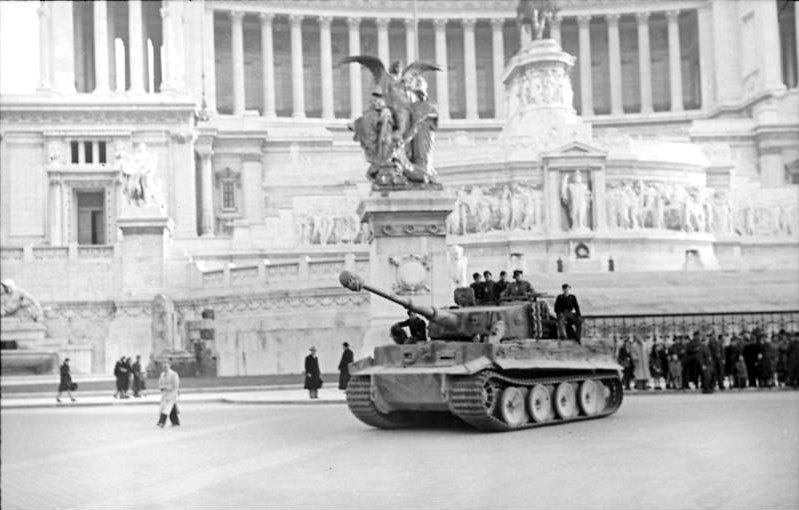
ヴェネツィア広場を通過するティーガーI （1944年2月 ローマ）

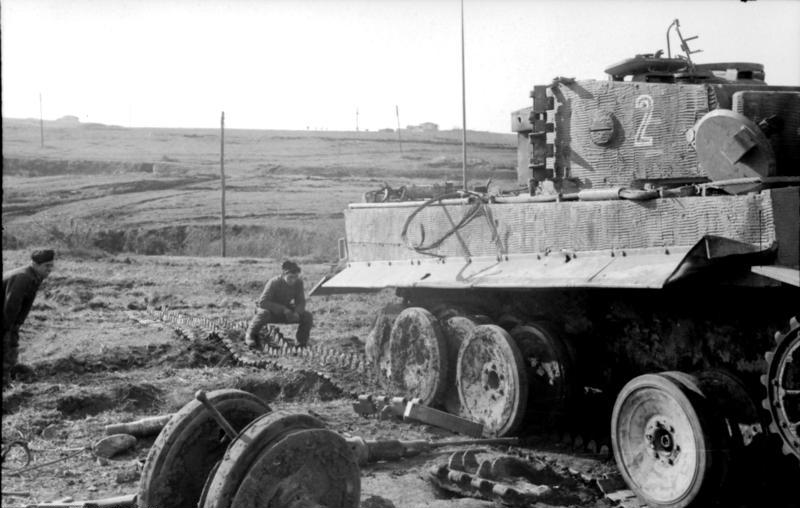
地雷で損傷した第2中隊所属車
（1944年5月 アプリリア）

1944年1月22日に連合軍はイタリアのアンツィオ・ネットゥーノ（首都ローマから40km南の港町）への上陸を開始した（シングル作戦）。大隊はこの海岸堡への攻撃を命じられ、フィクッレまで鉄道移動した後、ローマを経由して路上行軍を行った。狭く蛇行した山間部を通る200kmの行軍によりティーガーの6割が故障し、1両が火災を起して爆発した。2月15日に第26装甲師団の指揮下に入り、第9装甲擲弾兵連隊と梯団を組んで集結した。2月16日より友軍部隊と共にアンツィオ海岸堡付近での戦闘を開始、24日までに敵戦車20両を撃破。2月29日のチステルナ（橋頭堡の北東）からイゾラ・ベーラへ向けた反攻作戦は連合軍の猛烈な艦砲射撃に阻まれた。以後、戦線は膠着状態となる。
大隊はこの戦闘でティーガー8両の喪失など大きな被害を受け、戦線を離れてローマへ後退した。3月3日にシュヴェブバッハ・ティーガー戦闘団（旧称ティーガー戦闘団「マイヤー」）と合流、3月8日付で同部隊を解隊しティーガー8両と搭乗員を大隊へ編入した。3月16日に再びローマを出発、3月18日にアルバーノ（ローマの南東25km）に集結するが、山道と狭隘路でBIV重爆薬運搬車が不調をきたして路外に転落するトラブルが頻発した。
5月23日朝、連合軍は包囲網突破作戦（ダイアデム作戦）を開始、海岸堡からの攻勢を開始した。大隊はチステルナ・ラティーナ間の線路堤を越えて攻撃し敵戦車15両を撃破するが、翌24日にローマへの移動命令を受ける。5月25日、大隊はローマ南部の防衛線「カエサル・ライン」に向けて北上するが、コーリで燃料不足のティーガー7両を爆破処分、さらにジュリアネーロで11両、ヴァルモントーネで1両を喪失。大隊はこの行軍で全43両中19両を失う結果となった。大隊長のフーデル少佐は総統司令部より出頭命令を受け、解任処分とされた。「カエサル・ライン」は6月2日に崩壊し、第14軍はローマを放棄することを決定。大隊は翌6月3日に退却を開始した。

### 中部イタリア防衛戦

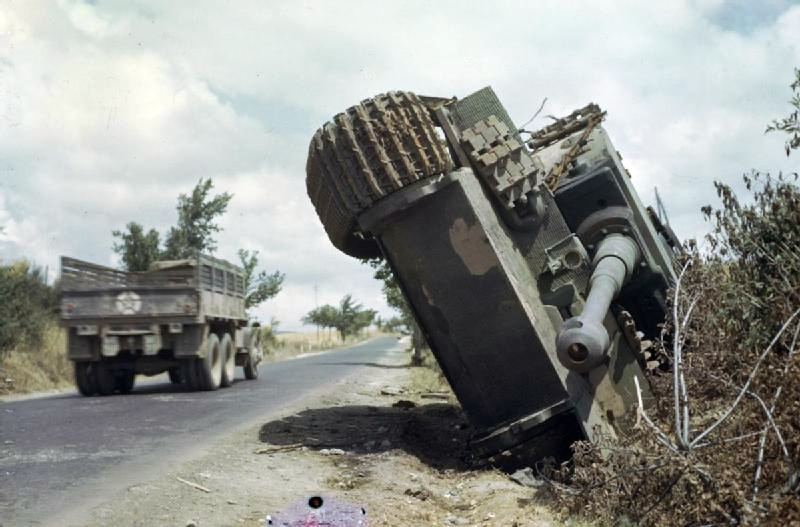
ローマ北部で遺棄された第508重戦車大隊所属のティーガーI
（1944年6月 ポッジボンシ）

トスカーナ地方への退却中に13両を喪失（大半が爆破処分）して戦車の保有数を10両まで減らしたが、6月14日から18日にエンポリとポッジボンシで新戦車27両を受領した。以後、8月下旬まで前線の広域に配置されて活動を行った。この期間に戦車9両を失ったが、この内の2両はワイン蔵の天井を踏み抜いたため爆破処分されたものである。また、7月末に第2中隊は残存戦車を第3小隊に移管してクレヴァルコーレへ移動、9月上旬には戦車を受領するべくブレンナー峠を越えてドイツ・パーダーボルンへと向かった。連合軍は8月下旬に「ゴシック・ライン」（イタリア中部-北部を隔てるアペニン山脈に築かれた防衛線）まで到達したが、戦線はここで長期の膠着状態となる。
9月上旬、第1中隊はフィレンツェからアペニン山脈を越えてボローニャへ抜け、アドリア海側のチェゼーナ・サンマリノへ布陣した。一方、第3中隊と補給部隊はフィレンツェからヴィアレッジョまで西進、ティレニア海沿岸から迂回して9月末にチェゼーナへ到達。10月1日に大隊は第76装甲軍団に配属された。
10月20日に重爆薬運搬車をアイゼナハへ鉄道で移送、11月30日に元第313（無線操縦）戦車中隊員は第300戦車大隊へ復帰した。1945年1月1日にファエンツァで交戦、3日から4日にソラローラ南部で戦闘に参加。この後は戦車による砲兵任務を行い、2月12日に残存のティーガー全15両とベルゲパンター戦車回収車1両を第504重戦車大隊に引渡し、オーストリア南部のフィラッハへ移動した。

### 大戦末期
3月27日に1両のティーガーIと6両のパンター戦車を受領して戦闘団を編成、その他の兵員は歩兵部隊としてパーダーボルン西部とシャーフェーデ(Scherfede)に展開した。ドイツが無条件降伏した5月8日に残存の将兵はアメリカ軍の捕虜となった。

## 指揮官
大隊長
- ヘルムート・フーデル少佐 (Helmut Hudel) 1944年1月1日 - 1944年5月
- ヨアヒム・シュテルター大尉 (Joachim Stelter) 1944年8月22日 - 1945年